# Clairette blanche

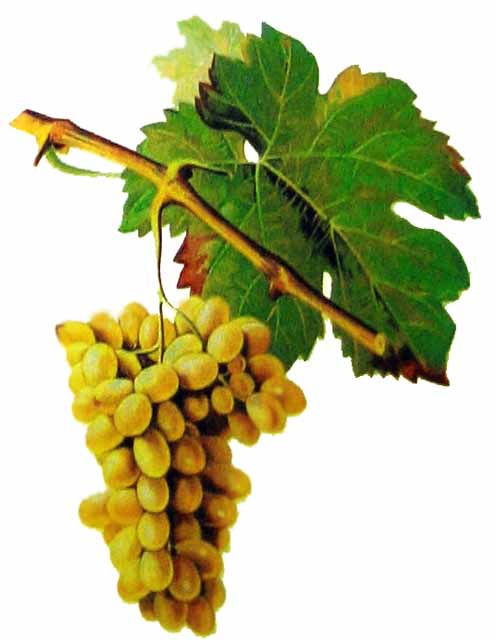
Dibujo de un racimo de clairette en la obra de Viala y Vermorel.

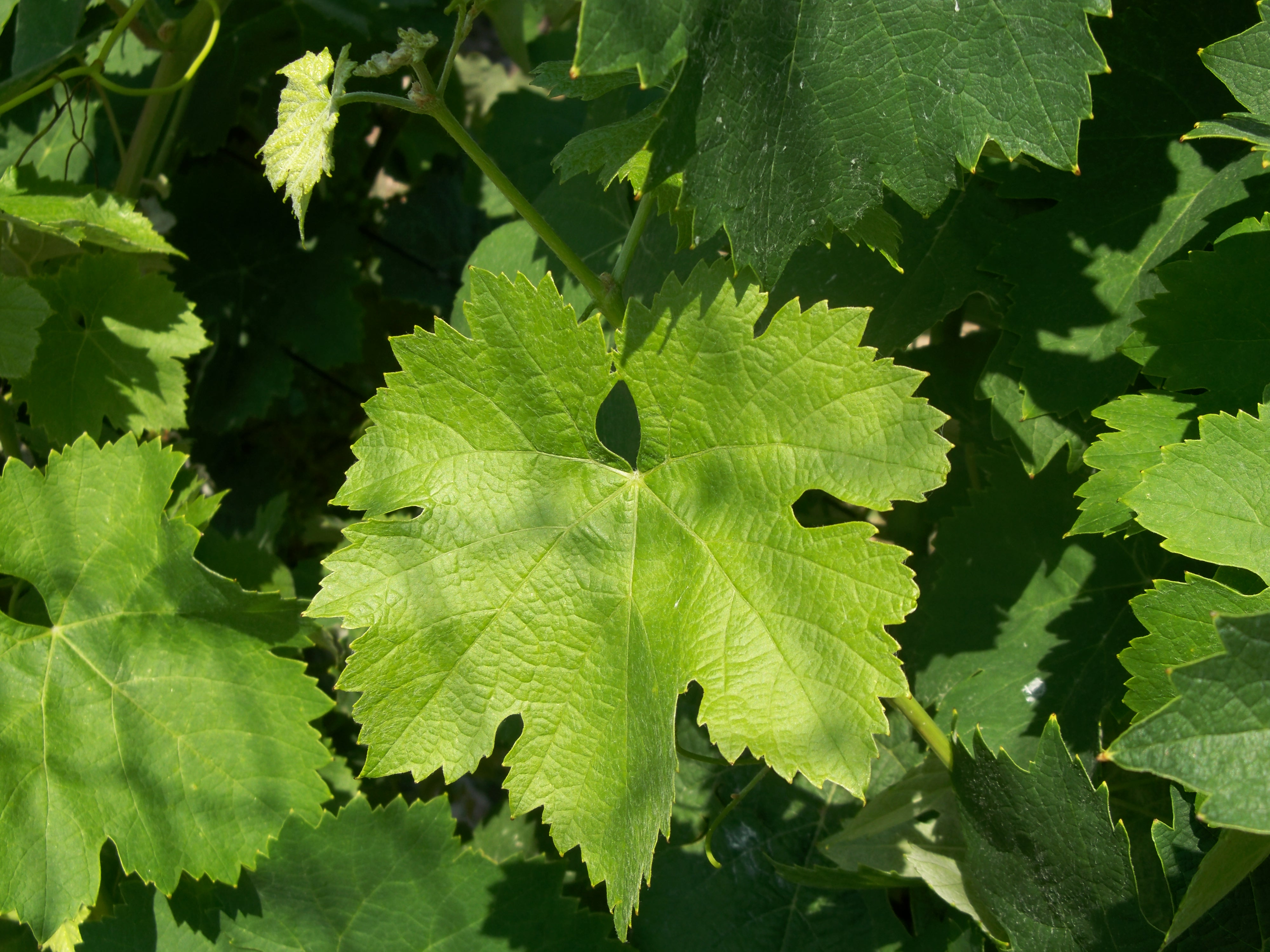
Hojas de la vid clairette.

La clairette blanche es una uva blanca de vino plantada ampliamente en las regiones francesas de la Provenza, el Ródano y Languedoc. A finales de la década de 1990 había 3.000 ha de clairette blanche en Francia, aunque la superficie está disminuyendo.
La clairette blance ha sido usada habitualmente para hacer vermut, ya que produce vinos con mucho alcohol y poca acidez que pueden describirse como "flácidos" y que tienden a oxidarse fácilmente. Estos problemas se han solucionado parcialmente mezclándola con variedades de acidez alta, como la piquepul blanc. Es una variedad permitida en muchas AOCs) del sur del Ródano, la Provenza y Languedoc. Los vinos blancos clairette de Bellegarde y clairette du Languedoc son monovarietales de clairette blanche, mientras que el vino espumoso clairette de Die puede contener también moscatel de grano menudo. La clairette blanche se usa frecuentemente en las mezclas de vin de pays de Languedoc.
Es una de las trece variedades permitidas en la AOC Châteauneuf-du-Pape. Un 2,5% de los viñedos de la DOC Châteauneuf-du-Pape son de esta variedad, lo que la sitúa ligeramente por encima de la garnacha blanca.
Fuera de Francia también hay viñedos de esta variedad en Sudáfrica para vinos espumosos, en Australia y en la isla italiana de Cerdeña.

## Sinónimos
La clairette blanche también es conocida por los sinónimos AG cleret, AG kleret, blanc laffite, blanket, blanquette, blanquette de Limoux, blanquette du Midi, blanquette Velue, bon afrara, bou afrara, branquete, cibade, clairette, clairette d'Aspiran, clairette de Limoux, clairette de Trans, clairette pointue, clairette pounchoudo, clairette verte, clarette, clerette, colle musquette, cotticour, feher clairette, feher kleret, gaillard blanc, granolata, klaretto bianko, kleret, kleret belyi, kleret de limu, muscade, osianka, ousianka, ovsyaika, ovsyanka, petit blanc, petit kleret, petite clairette, poupe de gate, pti blan d'Obena, seidentraube, shalos zolotistyi, uva gijona, vivsianka, vivsyanca y vivsyanka.